# گران‌پا
گران‌پا (انگلیسی: Bradycneme) سردهای از دایناسورهای دَدپا بود که از عصر ماستریختین تا کرتاسه پسین زندگی می‌کرد.